# Владиславово (Вармінсько-Мазурське воєводство)
Владиславово (пол. Władysławowo, нім. Ellerwald I Trift) — село в Польщі, у гміні Ельблонґ Ельблонзького повіту Вармінсько-Мазурського воєводства.
Населення — 304 особи (2011).
У 1975-1998 роках село належало до Ельблонзького воєводства.

## Демографія
Демографічна структура станом на 31 березня 2011 року:
|          | Загалом | Допрацездатний вік | Працездатний вік | Постпрацездатний вік |
| -------- | ------- | ------------------ | ---------------- | -------------------- |
| Чоловіки | 176     | 26                 | 129              | 21                   |
| Жінки    | 128     | 33                 | 81               | 14                   |
| Разом    | 304     | 59                 | 210              | 35                   |